# Haselbach (Aschau am Inn)
Haselbach ist ein Gemeindeteil der Gemeinde Aschau am Inn im oberbayerischen Landkreis Mühldorf am Inn. 

## Geographie
Das Dorf liegt westlich der Stadt Waldkraiburg etwa zwei Kilometer nordöstlich von Aschau mit unmittelbarem Anschluss an die Kreisstraße Kreisstraße MÜ 25.

## Denkmäler
In dem Ort befindet sich eine Marienkapelle aus dem 19. Jahrhundert. Ebenfalls denkmalgeschützt ist der Bauernhof Beim Schloßbauer, erbaut 1537–41, siehe Liste der Baudenkmäler in Aschau am Inn – Weitere Ortsteile (Haselbach 21).